# Шепетівська вулиця (Київ)
Шепеті́вська ву́лиця — вулиця у Святошинському районі міста Києва, місцевість Святошин. Пролягає від вулиці Котельникова до села Петропавлівська Борщагівка (за межами Києва).

## Історія
Вулиця відома з початку XX століття під назвою Матківщина (походження не з'ясоване). Сучасна назва — з 1952 року.
У 1990-ті роки за адресою «вулиця Шепетівська, 6» збудовано католицький костьол Воздвиження Хреста.
Фактично завершенням вулиці є невелике тупикове відгалуження, що попри свої невеликі розміри слугує межею міста та області.

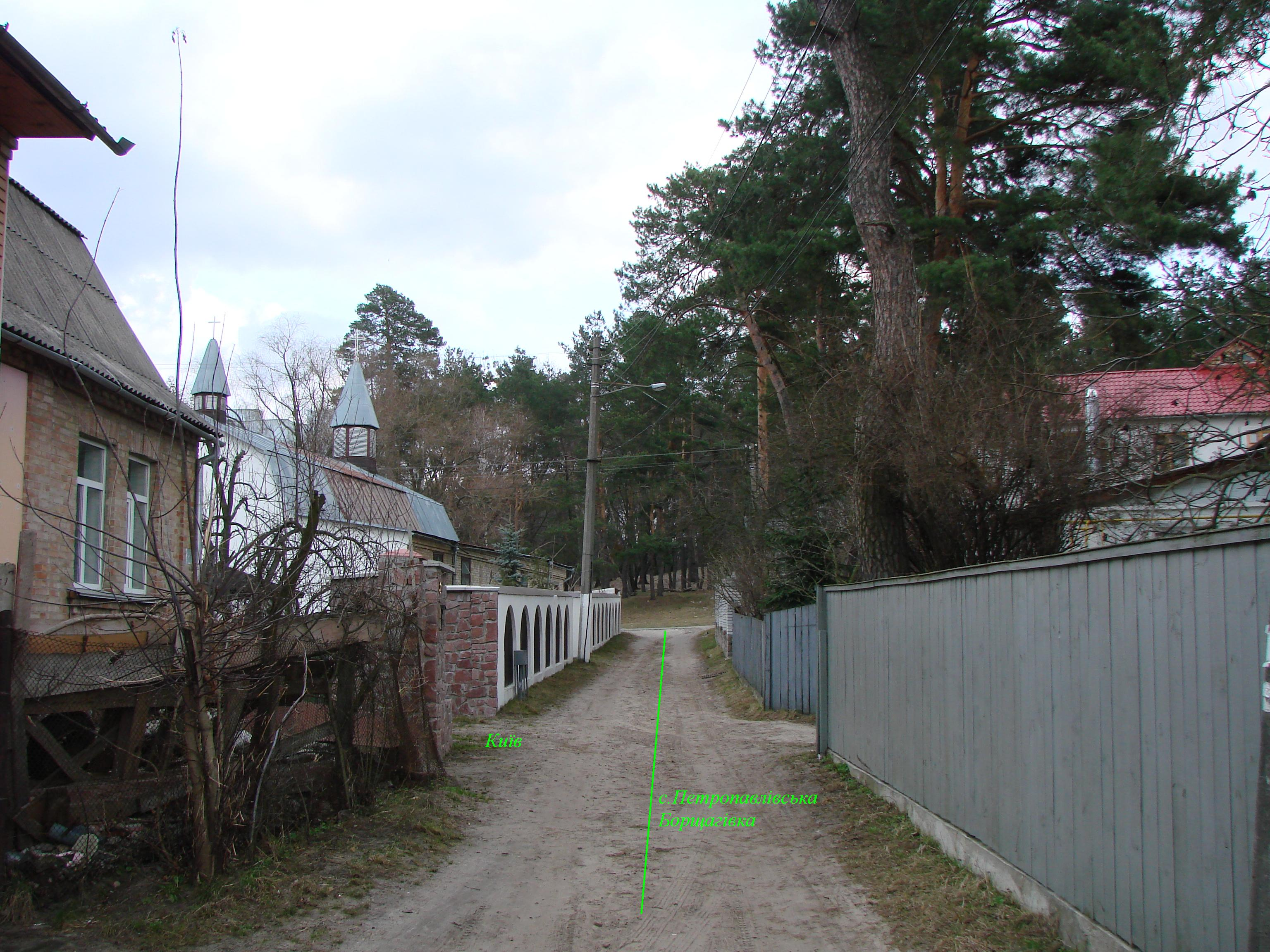
Вулиця Шепетівська/Вулиця Шевченка — так проходить міська межа